# Campeonato da Oceania Juvenil de Atletismo de 1999
O Campeonato da Oceania Juvenil de Atletismo de 1999 foi a 4ª edição da competição organizada pela Associação de Atletismo da Oceania para atletas com menos de 18 anos, classificados como juvenil. O campeonato foi realizado entre os dias 2 a 3 de julho de 1999. Teve como sede a cidade de Santa Rita, em Guam, sendo disputadas 30 provas (15 masculino e 15 feminino). Teve como destaque a Nova Zelândia com 24 medalhas sendo 10 de ouro.

## Medalhistas
Resultados completos podem ser encontrados nas páginas da revista Athletics Weekly  e da história mundial do atletismo júnior. 

### Masculino
| Evento                   | Ouro                                | Ouro    | Prata                               | Prata   | Bronze                               | Bronze  |
| ------------------------ | ----------------------------------- | ------- | ----------------------------------- | ------- | ------------------------------------ | ------- |
| 100 metros               | Kelly Olegerill · Palau             | 11.09   | Chris Rushton · Nova Zelândia       | 11.22   | Adam Comincioli · Austrália          | 11.29   |
| 200 metros               | James Maela · Ilhas Salomão         | 22.82   | Hayden Townsend · Nova Zelândia     | 22.89   | Jeremy Firth · Austrália             | 22.91   |
| 400 metros               | Turo Bourgery · Polinésia Francesa  | 50.23   | Linton Mani Oeta · Ilhas Salomão    | 51.80   | Darrell Bradford · Guam              | 52.25   |
| 800 metros               | Loresh Kumaran · Fiji               | 1:59.06 | Jimmy Jacob · Papua-Nova Guiné      | 2:01.28 | James McLauchlan · Nova Zelândia     | 2:01.54 |
| 1 500 metros             | Wilson Seda · Ilhas Salomão         | 4:17.50 | Russell Hasu · Papua-Nova Guiné     | 4:18.85 | Glenn Hughes · Nova Zelândia         | 4:19.92 |
| 3 000 metros             | Russell Hasu · Papua-Nova Guiné     | 9:27.81 | Sapolai Yao · Papua-Nova Guiné      | 9:28.67 | Glenn Hughes · Nova Zelândia         | 9:33.51 |
| 110 metros barreiras     | Damien Daly · Austrália             | 14.19   | Peter Cox · Nova Zelândia           | 15.77   | Vincent Carreau · Polinésia Francesa | 16.19   |
| 400 metros barreiras     | Darrell Bradford · Guam             | 57.05   | Kurt Sayed · Austrália              | 58.52   | Vincent Carreau · Polinésia Francesa | 1:01.00 |
| Revezamento medley 800 m | Nova Zelândia                       | 1:37.22 | Austrália                           | 1:38.21 | Ilhas Salomão                        | 1:38.73 |
| Salto em altura          | Shaun Fletcher · Austrália          | 1.88    | Sam Fullman · Fiji                  | 1.85    | Colin McFadden · Nova Zelândia       | 1.85    |
| Salto em comprimento     | Adam Comincioli · Austrália         | 6.65    | David Lane · Nova Zelândia          | 6.56    | Peter Cox · Nova Zelândia            | 6.51    |
| Salto triplo             | Colin McFadden · Nova Zelândia      | 14.01   | Christophe Lai · Polinésia Francesa | 13.26   | David Lane · Nova Zelândia           | 13.23   |
| Arremesso de peso        | Heifara Taumaa · Polinésia Francesa | 14.77   | Pio Fihaki · Fiji                   | 14.57   | Bradley Burt · Austrália             | 14.20   |
| Lançamento de disco      | Heifara Taumaa · Polinésia Francesa | 47.66   | Damien Daly · Austrália             | 44.26   | Pio Fihaki · Fiji                    | 43.97   |
| Lançamento do dardo      | Tim Rozborski · Guam                | 44.62   | Lee Cummings · Ilha Norfolk         | 42.41   | Titimanu Simi · Samoa                | 39.04   |

### Feminino
| Evento                   | Ouro                               | Ouro     | Prata                                  | Prata    | Bronze                                        | Bronze   |
| ------------------------ | ---------------------------------- | -------- | -------------------------------------- | -------- | --------------------------------------------- | -------- |
| 100 metros               | Kate Smith · Austrália             | 12.58    | Della Marava · Papua-Nova Guiné        | 12.67    | Seruwaia Tukana · Fiji                        | 13.05    |
| 200 metros               | Della Marava · Papua-Nova Guiné    | 26.18    | Seruwaia Tukana · Fiji                 | 26.61    | Jenny Keni · Ilhas Salomão                    | 27.97    |
| 400 metros               | Lorraine Bailey · Papua-Nova Guiné | 61.64    | Rosalia Karalaini · Fiji               | 63.02    | Natasha Marsters · Ilhas Cook                 | 64.27    |
| 800 metros               | Lisa Corrigan · Austrália          | 2:20.01  | Hélène Guet · Polinésia Francesa       | 2:27.57  | Jennybree Tollestrup · Marianas Setentrionais | 2:29.70  |
| 1 500 metros             | Lisa Corrigan · Austrália          | 4:38.78  | Vanessa Jackson · Nova Zelândia        | 4:41.83  | Amanda Berghofer · Austrália                  | 5:00.15  |
| 3 000 metros             | Vanessa Jackson · Nova Zelândia    | 10:09.15 | Lisa Corrigan · Austrália              | 10:29.63 | Amanda Berghofer · Austrália                  | 11:02.08 |
| 100 metros barreiras     | Sophie Chiet · Nova Zelândia       | 16.02    | Temoemoe Faremiro · Polinésia Francesa | 17.97    | Charlene Flores · Guam                        | 18.07    |
| 400 metros barreiras     | Sophie Chiet · Nova Zelândia       | 71.07    | Temoemoe Faremiro · Polinésia Francesa | 77.17    | Lilibeth Diaz · Guam                          | 78.75    |
| Revezamento medley 800 m | Austrália                          | 1:53.79  | Papua-Nova Guiné                       | 1:56.26  | Nova Zelândia                                 | 2:00.40  |
| Salto em altura          | Tiffany Pickford · Nova Zelândia   | 1.66     | Jolina Uwiak · Papua-Nova Guiné        | 1.50     |                                               |          |
| Salto em comprimento     | Sophie Chiet · Nova Zelândia       | 5.10     | Aubrey Posadas · Guam                  | 5.00     | Kate Smith · Austrália                        | 4.98     |
| Salto triplo             | Sophie Chiet · Nova Zelândia       | 10.81    | Rachel Lennie · Papua-Nova Guiné       | 10.50    | Jolina Uwiak · Papua-Nova Guiné               | 10.30    |
| Arremesso de peso        | Monique Taito · Nova Zelândia      | 12.87    | Amerita Ranadi · Fiji                  | 11.27    | Andrea McBride · Nova Zelândia                | 11.14    |
| Lançamento de disco      | Tereapii Tapoki · Ilhas Cook       | 34.22    | Monique Taito · Nova Zelândia          | 30.86    | Amerita Ranadi · Fiji                         | 27.67    |
| Lançamento do dardo      | Andrea McBride · Nova Zelândia     | 45.44    | Alicia Utschink · Austrália            | 41.98    | Kate Smith · Austrália                        | 38.41    |

## Quadro de medalhas (não oficial)
| Ordem | País                   | Medalha de ouro | Medalha de prata | Medalha de bronze | Total |
| ----- | ---------------------- | --------------- | ---------------- | ----------------- | ----- |
| 1     | Nova Zelândia          | 10              | 6                | 8                 | 24    |
| 2     | Austrália              | 7               | 5                | 7                 | 19    |
| 3     | Papua-Nova Guiné       | 3               | 7                | 1                 | 11    |
| 4     | Polinésia Francesa     | 3               | 4                | 2                 | 9     |
| 5     | Guam                   | 2               | 1                | 3                 | 6     |
| 6     | Ilhas Salomão          | 2               | 1                | 2                 | 5     |
| 7     | Fiji                   | 1               | 5                | 3                 | 9     |
| 8     | Ilhas Cook             | 1               | 0                | 1                 | 2     |
| 9     | Palau                  | 1               | 0                | 0                 | 1     |
| 10    | Ilha Norfolk           | 0               | 1                | 0                 | 0     |
| 11    | Marianas Setentrionais | 0               | 0                | 1                 | 1     |
| 11    | Samoa                  | 0               | 0                | 1                 | 1     |
| Total | Total                  | 30              | 30               | 29                | 89    |

## Participantes (não oficial)
Uma contagem não oficial rende o número de cerca de 116 atletas de 17 nacionalidades.
| - Samoa Americana (4) - Austrália (10) - Ilhas Cook (7) - Fiji (7) - Guam (19) - Kiribati (5) | - Estados Federados da Micronésia (5) - Nauru (1) - Nova Zelândia (12) - Ilha Norfolk (5) - Marianas Setentrionais (6) - Palau (4) | - Papua-Nova Guiné (8) - Samoa (3) - Ilhas Salomão (5) - Polinésia Francesa (9) - Vanuatu (6) |